# Walter Fröbe
Conrad Walter Fröbe (* 19. Januar 1889 in Geyer; † 3. März 1946 in Schwarzenberg/Erzgeb.) war ein deutscher Gymnasiallehrer und erzgebirgischer Regionalhistoriker und Schriftsteller.

## Leben

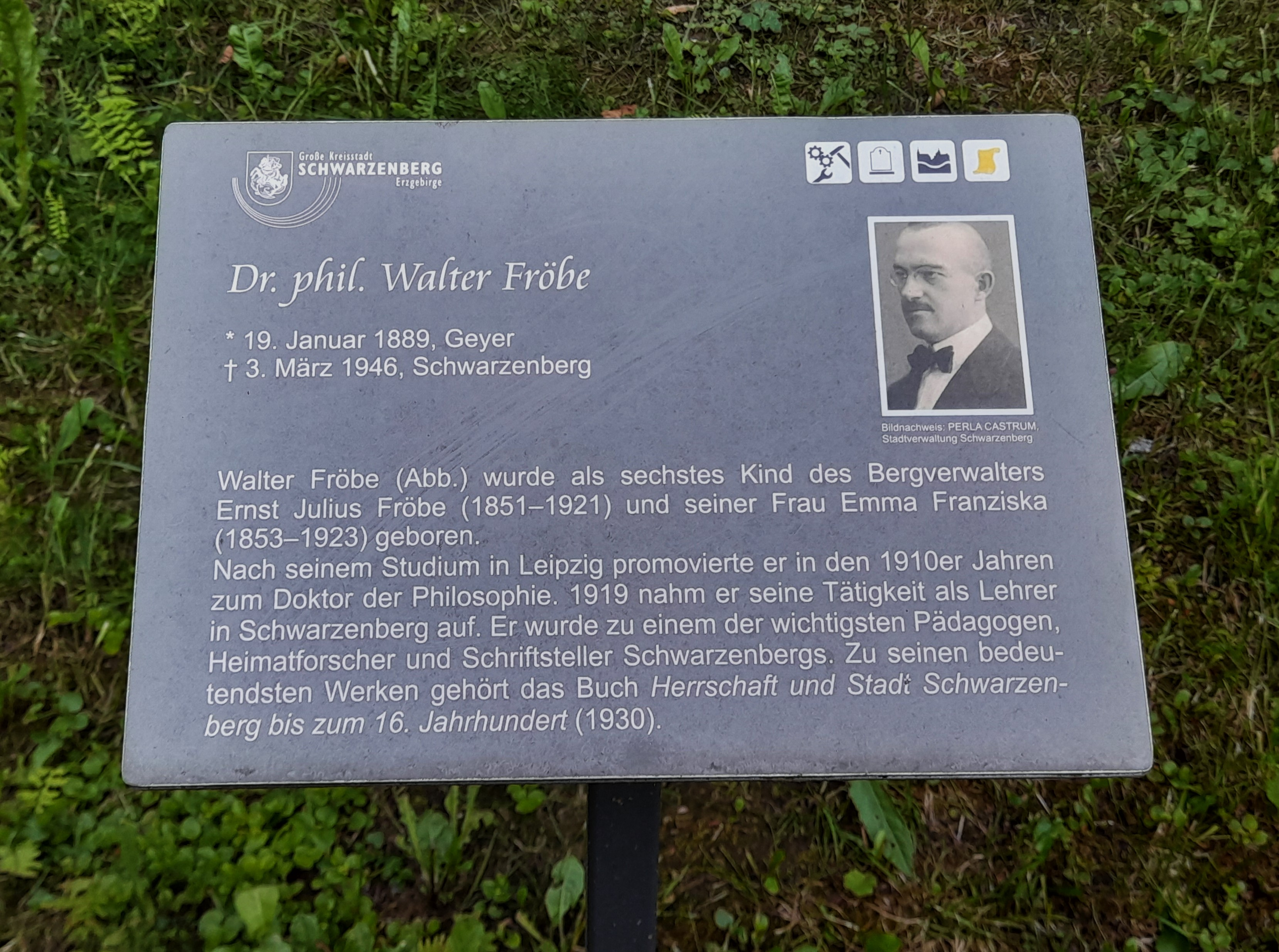
Dr. phil. Walter Fröbe, Infotafel auf dem Alten Georgenfriedhof Schwarzenberg

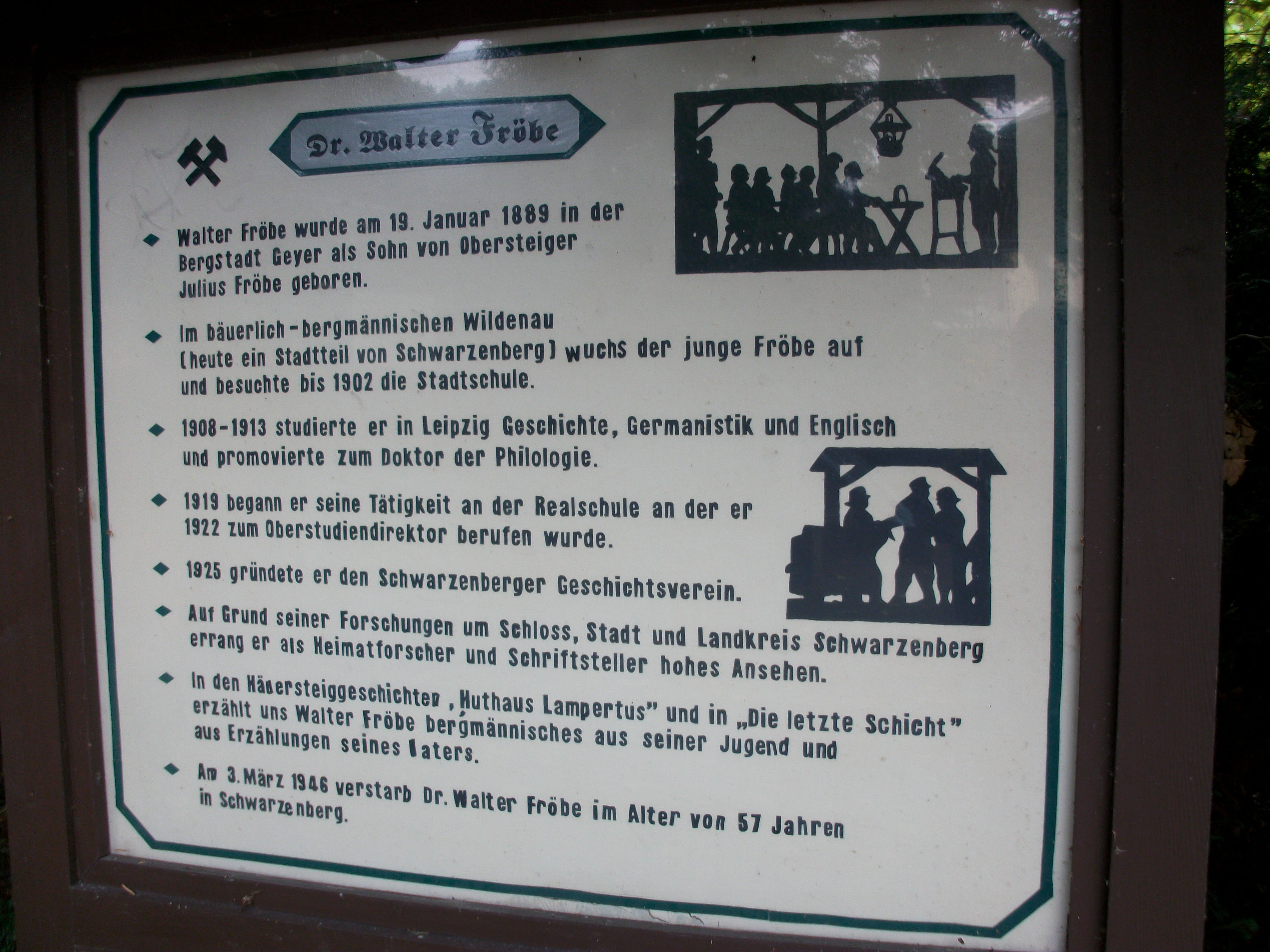
Bergbaulehrpfad Fröbesteig in Schwarzenberg/Erzge., Infotafel Dr. Walter Fröbe

Fröbe wurde 1889 als Sohn des Bergdirektors Ernst Julius Fröbe (1851–1921) und dessen Frau Emma Franziska (1853–1923) in Geyer geboren. Als sein Vater die Leitung mehrerer Fundgruben im Bergbaugebiet zwischen Schwarzenberg und Johanngeorgenstadt übernahm, siedelte die Familie 1891 nach Wildenau über. Von 1896 bis 1902 besuchte er die Selektenschule in Schwarzenberg und anschließend das Realgymnasium in Annaberg, wo er 1908 das Abitur ablegte. Im selben Jahr nahm er ein Studium der Geschichte, Germanistik und Anglistik an der Universität Leipzig auf und hörte Vorlesungen unter anderem von Karl Lamprecht, Erich Brandenburg und Gerhard Seeliger. Die drei Historiker inspirierten Fröbe zu der von ihm selbst verfassten, als Manuskript überlieferten Posse „Die Lipsiade“, einem von zahlreichen in dieser Zeit entstandenen literarischen Werken. 1912 wurde Fröbe mit der Doktorarbeit Kurfürst August von Sachsen und sein Verhältnis zu Dänemark bis zum Frieden von Stettin 1570 zum Doktor der Philosophie promoviert. Nach einem mehrmonatigen Sprachaufenthalt in England und dem Abschluss der Prüfungen für das Lehramt an höheren Schulen trat er 1914 in den Vorbereitungsdienst an der Dreikönigsschule in Dresden ein und nahm für kurze Zeit eine unentgeltliche Beschäftigung in der Königlichen Öffentlichen Bibliothek auf.
Als Kriegsfreiwilliger nahm er im Ersten Weltkrieg von 1915 bis Kriegsende 1918 an Kämpfen an West- und Ostfront teil. 1919 aus dem Militärdienst entlassen, heiratete er die aus einer Braunschweiger Therapeutenfamilie stammende Natalie Marie Berg (1889–1977), mit der er die Tochter Christa Erika (1920–2008) hatte. Im selben Jahr erhielt er durch die Vermittlung seines Vaters eine Anstellung an der Realschule in Schwarzenberg, wo er zunächst als Lehrer und ab 1922 als Oberstudiendirektor tätig war. Unter seiner Leitung wurde die Schule in ein Realgymnasium und später in eine Oberschule umgeformt. Neben seiner Lehrertätigkeit war er nebenamtlicher Stadtbibliothekar von Schwarzenberg. 1924 übernahm er Vorsitz und Geschäftsführung der neu gegründeten sächsischen Landesgruppe in der Deutschen Zentralstelle für volkstümliches Büchereiwesen und wurde Kreisberater für Erzgebirge und Vogtland. Dieses Amt legte er 1931 nieder. Die Bibliotheksleitung übergab er 1934 an seinen Kollegen Albert Major. Zuvor hatte er als Vorsitzender eines im März 1933 nach der „Machtergreifung“ der Nationalsozialisten gebildeten Sonderausschusses dafür gesorgt, dass „alle marxistischen, pazifistischen und andere[n] deutschfeindlichen Bücher“ aus der städtischen Bücherei und der dort untergebrachten Bezirksbücherei umgehend entfernt worden sind. Gleichzeitig war sein sozialdemokratischer Amtskollege, der Kreisberater und Bibliothekar Werner, seines Amtes enthoben worden und Fröbe an dessen Stelle getreten.
1925 übernahm er den Vorsitz des im selben Jahr gegründeten Schwarzenberger Geschichtsverein. Seine grundlegenden Forschungsarbeiten zur Geschichte der Stadt Schwarzenberg und des sie umgebenden Herrschaftsgebietes veröffentlichte er in den Folgejahren. Insbesondere das Sammelwerk Herrschaft und Stadt Schwarzenberg bis zum 16. Jahrhundert gilt bis heute als Standardwerk der westerzgebirgischen Heimatforschung. 1926 schied er aus dem Stadtverordnetenkollegium von Schwarzenberg aus, dem er seit 1924 angehört hatte.

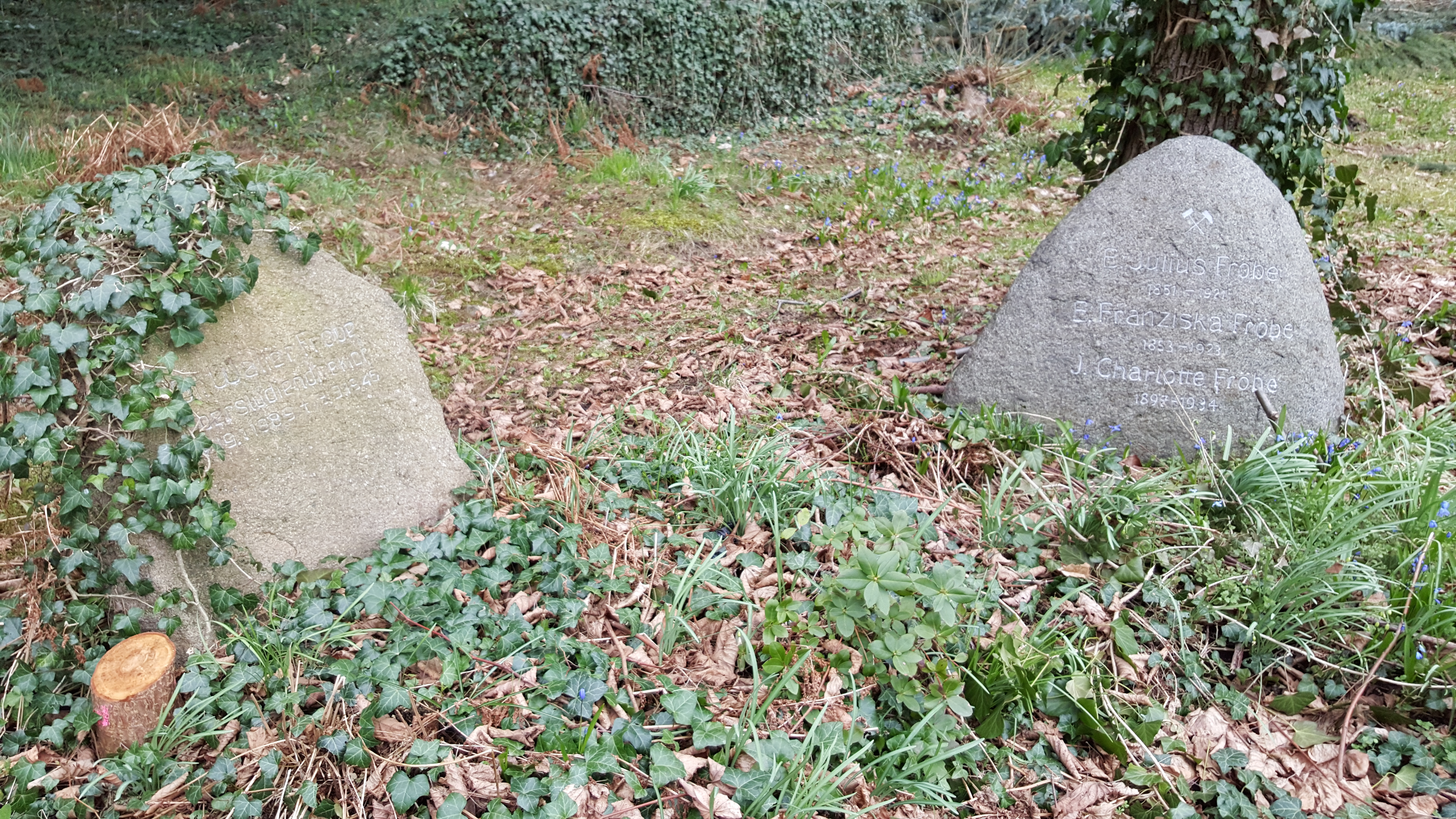
Grabstelle der Familie Fröbe auf dem St.-Georgen-Friedhof in Schwarzenberg (2016)

Von 1927 bis zur Einstellung 1943 war er Hauptschriftleiter der Zeitschrift Glückauf des Erzgebirgsvereins. Durch die Gleichschaltung der deutschen Vereine im April 1933 wurde der Erzgebirgsverein als Mitglied im Verband Deutscher Gebirgs- und Wandervereine als Sportverein in den Nationalsozialistischen Reichsbund für Leibesübungen eingruppiert. Nach der ersten Lockerung der seit April 1933 bestehenden Mitglieder-Aufnahmesperre der NSDAP beantragte Fröbe am 14. Juni 1937 die Aufnahme in die NSDAP und wurde rückwirkend zum 1. Mai desselben Jahres aufgenommen (Mitgliedsnummer 4.949.473). Der nationalsozialistischen Ideologie stand er nach außen von Anfang an aufgeschlossen gegenüber. In einem Jahresbericht der Schule betonte Fröbe etwa „die hohe Bedeutung des Durchbruchs des nationalen Gedanken“, in der Zeitschrift Glückauf brachte er 1940 den Heimatbegriff in einen unmittelbaren positiven Zusammenhang mit Adolf Hitler: „Unser Führer Adolf Hitler. Er hat uns die Heimat neu geschenkt.“
Im Juni 1937 wurde Fröbe vom NSDAP-Kreisleiter Werner Vogelsang in den neugebildeten Anton-Günther-Ring berufen und neben Horst Henschel zum Sachbearbeiter für Mundart- und Schrifttumsfragen im Heimatwerk Sachsen ernannt. Beide sollten für eine möglichst weite Angleichung der Schreibung der erzgebirgischen Mundart an die hochdeutsche Schreibweise sorgen. Fröbe appellierte daher an die erzgebirgischen Heimatdichter „Ihr dürft die Kinder echten erzgebirgischen Volkstums sein. Damit hat euch das Schicksal aber auch eine große Verantwortung gegeben.“
Auf Grund eines Befehls der Sowjetischen Militäradministration in Sachsen wurde Fröbe im November 1945 als ehemaliges Mitglied der NSDAP gemeinsam mit allen anderen Kollegen, die Parteigenossen gewesen waren, aus dem Schuldienst entlassen. Er selbst hatte zwölf Jahre zuvor dafür gesorgt, dass das Gesetz zur Wiederherstellung des Berufsbeamtentums vom 7. April 1933 an dem von ihm geleiteten Reformrealgymnasium vollumfänglich umgesetzt und Lehrer aus dem Schuldienst beurlaubt und entlassen worden sind. 
Nach seiner Dienstentlassung plante er, seine schriftstellerische Tätigkeit auszubauen und eine Lektorenstelle bei Erich Matthes in Hartenstein zu übernehmen. Am Morgen des 3. März 1946 starb der an Krebs erkrankte Fröbe im engsten Familienkreis in seinem Haus in Schwarzenberg und wurde vier Tage später auf dem Georgenfriedhof beerdigt.
Fröbe gibt mit seiner systematischen Geschichtsforschung und -darstellung Inspiration für seine Nachfolger. Sein Parteifreund, der Volkskundler Gerhard Heilfurth, bezeichnete ihn in Anerkennung seiner quellenkritischen Forschungsleistungen als den „Meister der westerzgebirgischen Heimatforschung“.

## Werke
- Kurfürst August von Sachsen und sein Verhältnis zu Dänemark bis zum Frieden von Stettin 1570 (Dissertation), Leipzig 1912.
- Schwarzenberg. Ein politisch- und wirtschaftlicher Abriss von Schloß, Stadt und Amt (Weltplätze des Handels und der Industrie), Berlin 1923 (Digitalisat).
- Die Geschichte der Stadt Schwarzenberg in Sachsen, Schwarzenberg 1927 (Digitalisat).
- Ein Jahrtausend erzgebirgischer Geschichte. Heimatgeschichte in Bildern, Schwarzenberg 1933.
- Ein Jahrtausend erzgebirgischer Geschichte. Heimatgeschichte in Bildern, 2. z. T. veränderte Auflage, Verlag Wolfgang Weidlich, Frankfurt am Main 1965.
- Herrschaft und Stadt Schwarzenberg bis zum 16. Jahrhundert , Schwarzenberg 1930–1937 (Digitalisat).
- Schwarzenberg im Erzgebirge (Geschichtliche Wanderfahrten, 45), Dresden 1936 (Digitalisat).
- Anton Günther zum Sechzigsten!, Zeitschrift Glückauf, Jg. 56 (1936), S. 81–83.
- Frau Ava. Zwei unterschiedliche Blätter aus dem Tagebüchlein des Malefizschreibers zu Grünhain A. D. 1460..1500, Schwarzenberg 1937.
- Huthaus Lampertus und andere Häuersteig-Geschichten aus dem Erzgebirge, Schwarzenberg 1938.
- Letzte Schicht. Der erzgebirgischen Häuersteig-Geschichten zweiter Teil, Schwarzenberg 1940.
- Erzgebirgische Häuersteiggeschichten, Wiederauflage von 1938 bzw. 1940, Schwarzenberg 1994.
- Nicol Lepetit, Leipzig/Hartenstein 1941.
- Dorf hinter den Bergen, Hartenstein 1942 (Digitalisat).

## Ehrungen
1938 wurde ihm der „Bergdank“ des Erzgebirgsvereins und vom NSDAP-Gauleiter Martin Mutschmann die Ehrengabe der sächsischen Landesregierung „für volkskundliches Schrifttum und Heimatlied“ verliehen. 1943 wurde er zum Ehrenmitglied des Erzgebirgsvereins ernannt.
Am 30. Juni 2001 wurde der Bergbaulehrpfad Treue Freundschaft-Gelbe Birke in Schwarzenberg in Erinnerung an Julius und Walter Fröbe in Fröbesteig umbenannt.